# سکوینتزانو
سکوینتزانو (به ایتالیایی: Squinzano) یک کومونه در ایتالیا است که در استان لچه واقع شده‌است. سکوینتزانو ۲۹ کیلومتر مربع مساحت و ۱۴٬۳۰۸ نفر جمعیت دارد و ۴۸ متر بالاتر از سطح دریا واقع شده‌است.